# Korvatunturi
 (décembre 2013).
Si vous disposez d'ouvrages ou d'articles de référence ou si vous connaissez des sites web de qualité traitant du thème abordé ici, merci de compléter l'article en donnant les références utiles à sa vérifiabilité et en les liant à la section « Notes et références ».
Korvatunturi (« La Montagne de l'Oreille ») est une colline de 482 mètres d'altitude, située dans la commune de Savukoski en Laponie finlandaise, à la frontière russe. Un tunturi, terme finnois d'origine lapone (same) qui veut dire toundra, désigne une élévation de roche dure dégagée par l'érosion glaciaire. Cette colline possède trois sommets et, depuis la Seconde Guerre mondiale, la frontière avec la Russie passe par le sommet central ; le chemin qui y mène part d'un ancien poste des garde-frontières.

## Résidence finlandaise du Père Noël
Korvatunturi passe en Finlande pour être  l'endroit où habite le Père Noël (Joulupukki en finnois, Julgubben en suédois de Finlande).  C'est en tous cas ce qu'a affirmé un jour Markus-setä  (Markus Rautio), lors de son émission pour les enfants  Markus-sedän lastentunti (« L'heure des enfants avec l'Oncle Markus ») diffusée  de 1927 à 1956 par la Radio Nationale de Finlande : c'est à la Montagne de l'Oreille que le Père Noël peut tout entendre pour savoir qui a été sage et qui ne l'a pas été. Le thème a ensuite été repris par Mauri Kunnas dans ses livres sur Noël : le Père Noël y vit dans un village isolé au flanc de la colline, avec ses lutins et ses rennes.
Korvatunturi possède son propre code postal, 99999 Korvatunturi (FIN-99999 dans certains pays), mais celui-ci renvoie en fait à la Poste centrale du Père Noël qui se trouve à Rovaniemi, à 238 km du site ; c'est sans doute pourquoi toute lettre adressée au « Père Noël, Laponie, Finlande », y parviendra aussi. En effet, la colline se trouve désormais en zone-frontière, on n'y accède que sur autorisation expresse de la Garde-frontière ; en outre  elle  appartient depuis 1983 au parc national Urho Kaleva Kekkonen (Urho Kekkosen Kansallispuisto) : c'est donc à Rovaniemi, sur le cercle polaire, que l'on trouve un parc à thème consacré au Père Noël.  
On peut s'y faire mener en traîneau à rennes et à chiens et obtenir une audience du maître des lieux. Il y arrive tous les ans des centaines de lettres et de cartes de vœux, auxquelles une équipe de 15 bénévoles promet d'avoir répondu en février au plus tard. 
En hiver, l'aéroport accueille jusqu'à 21 avions de touristes par jour. Jusqu'à sa mise hors service, un vol de Concorde y arrivait même tous les ans de Londres le jour de Noël.